# Coslada
Coslada est une commune espagnole, située dans la communauté de Madrid. 

## Géographie
Le territoire de la commune s'étend sur 12,03 km2 dans la vallée de l'Henares, à l'est de Madrid. Elle est limitrophe de la capitale espagnole et de la commune de San Fernando de Henares à l'est, avec laquelle elle forme une agglomération continue.

## Transports

### Transports urbains
La commune est desservie par quatre stations du MetroEste, branche orientale de la ligne 7 du métro de Madrid.